# Gymnadenia
Genre
Classification phylogénétique
Gymnadenia, les Gymnadénies en français, est un genre d'Orchidées terrestres européennes, comptant peut-être une vingtaine d'espèces.
Les genres Nigritella et Habenaria sont parfois rattachés au genre Gymnadenia.

## Liste partielle d'espèces
- Gymnadenia austriaca,
- Gymnadenia bicornis du Tibet,
- Gymnadenia borealis,
- Gymnadenia cenisia,

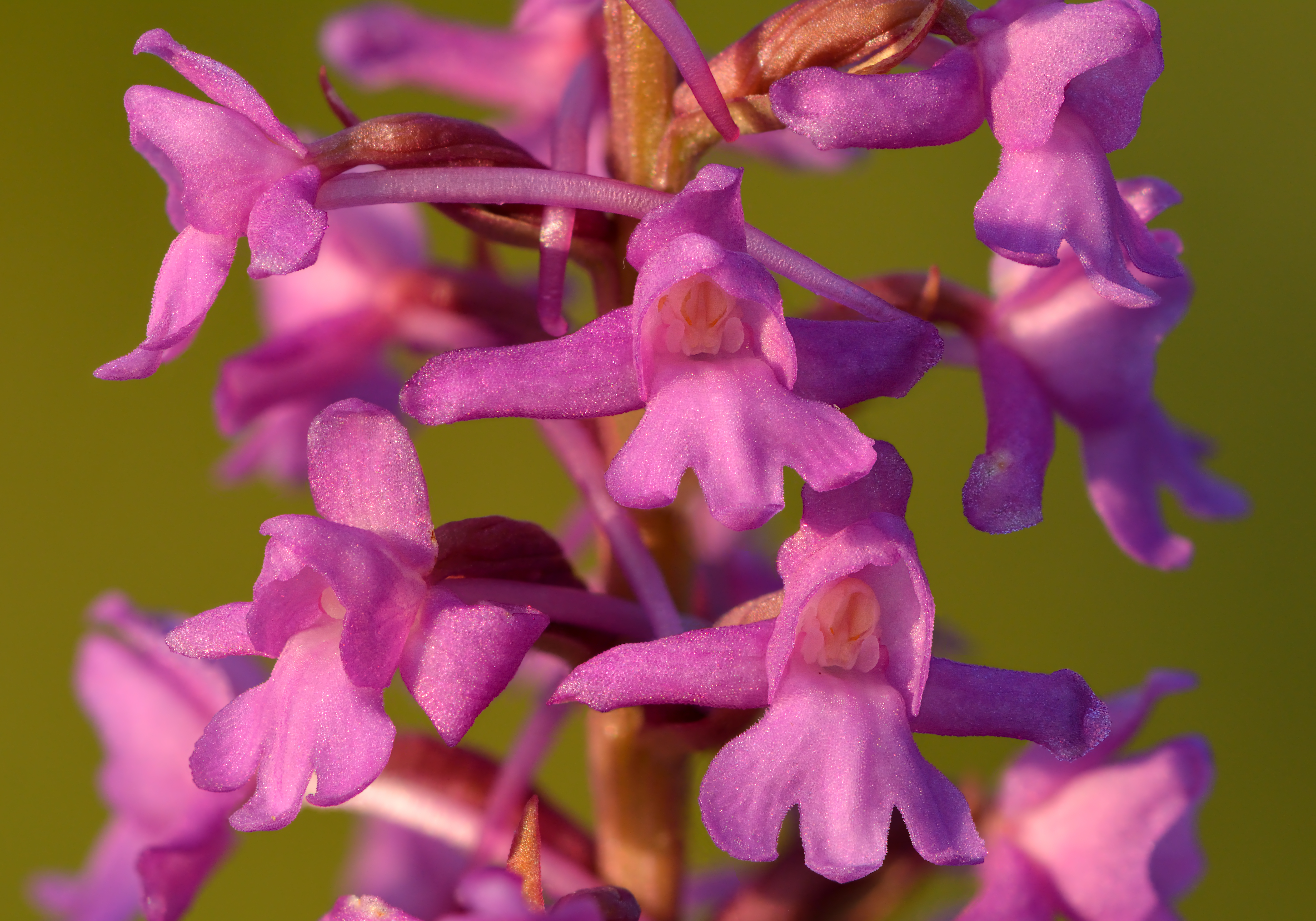
Gymnadenia densiflora en Estonie.

- Gymnadenia conopsea, l'Orchis moucheron ou Gymnadénie moucheron,
- Gymnadenia corneliana,
- Gymnadenia densiflora,
- Gymnadenia frivaldii, rattachée parfois au genre Pseudorchis ,
- Gymnadenia odoratissima, l'Orchis odorant ou Gymnadénie odorante,
- Gymnadenia pyrenaica,
- Gymnadenia rhellicani,
- Gymnadenia straminea, rattachée parfois au genre Pseudorchis ,
- Gymnadenia vernalis

noms en synonymie
- Gymnadenia muricata Brongn. (1898), un synonyme de Cynorkis elegans Rchb.f. (1888), une espèce trouvée à Madagascar

## Publication originale
- Robert Brown in W.T.Aiton, 1813. Hortus Kew. 5: 191.